# Scarus caudofasciatus
Scarus caudofasciatus là một loài cá biển thuộc chi Scarus trong họ Cá mó. Loài này được mô tả lần đầu tiên vào năm 1862.

## Từ nguyên
Tính từ định danh của loài được ghép bởi hai từ trong tiếng Latinh: caudo- ("đuôi") và fasciatus ("có dải sọc"), hàm ý đề cập đến các dải sọc ở thân sau và đuôi của cá cái.

## Phạm vi phân bố và môi trường sống
S. caudofasciatus có phạm vi phân bố ở Tây Ấn Độ Dương. Từ Biển Đỏ, loài này được ghi nhận dọc theo bờ biển Đông Phi trải dài đến vịnh Sodwana của Nam Phi, bao gồm Madagascar và các đảo quốc xung quanh, về phía đông đến Maldives.
Môi trường sống của S. caudofasciatus là rạn san hô viền bờ ở độ sâu đến 50 m.

## Mô tả
S. caudofasciatus có chiều dài cơ thể tối đa được biết đến là 50 cm. Vây đuôi cụt và lõm dần ở cá cái, lõm sâu hơn ở cá đực trưởng thành với hai thùy đuôi dài tạo thành hình lưỡi liềm. Cá đực có màu xanh lục. Đầu có các vệt màu xanh lục lam bao quanh miệng và cằm. Vây lưng và vây hậu môn cùng hai thùy đuôi có dải viền xanh lam; vây ngực và vây bụng cũng màu xanh lam. Cá cái màu nâu đen với các dải sọc trắng ở thân sau.
Số gai vây lưng: 9; Số tia vây ở vây lưng: 10; Số gai vây hậu môn: 3; Số tia vây ở vây hậu môn: 9.

## Sinh thái học
Thức ăn của S. caudofasciatus chủ yếu là tảo. S. caudofasciatus trưởng thành thường sống đơn độc và có tính cảnh giác cao.